# Umsatzsteuer (Deutschland)
Die Umsatzsteuer (USt) in Deutschland, auch Mehrwertsteuer (MwSt) genannt, ist eine Gemeinschaftsteuer, Verkehrsteuer und indirekte Steuer. Das Grundgesetz sieht die Einfuhrumsatzsteuer als Verbrauchsteuer, die Umsatzsteuer jedoch auch als Verkehrsteuer. Wirtschaftlich ist sie eine Mehrwertsteuer, da sie im Ergebnis die Differenz zwischen dem Entgelt für eine vom Unternehmer erbrachte Lieferung oder sonstige Leistung und den Entgelten für Vorleistungen anderer Unternehmer besteuert. Dieses Steuersystem wird auch als „Allphasen-Nettosystem mit Vorsteuerabzug“ bezeichnet.
Umsatzsteuer fällt nach dem Umsatzsteuergesetz immer dann an, wenn im Inland eine Dienstleistung durch ein Unternehmen erbracht oder eine Ware gegen Entgelt geliefert wird. Zu welchen Anteilen der leistende Unternehmer oder der Leistungsempfänger mit der Umsatzsteuer belastet wird, hängt von den jeweiligen Preiselastizitäten ab.
Der Regelsteuersatz beträgt seit dem 1. Januar 2007 19 Prozent. Bestimmte Leistungen werden gemäß § 12 Abs. 2 UStG mit einem ermäßigten Steuersatz von 7 Prozent besteuert oder sind nach § 4 UStG steuerbefreit. Der ermäßigte Steuersatz von 7 Prozent gilt seit dem 1. Juli 1983. Sonderformen sind Mischsteuersätze, innergemeinschaftlicher Erwerb und die Regelungen nach dem Ursprungslandprinzip. Während der Wirtschaftskrise infolge der COVID-19-Pandemie gab es von Juli bis Dezember 2020 eine vorübergehende Absenkung der Umsatzsteuersteuersätze. Zur Entwicklung der Umsatzsteuersätze seit 1968 siehe Umsatzsteuergesetz.
Für Lieferungen land- und forstwirtschaftlicher Betriebe, deren Umsatz im Vorjahr nicht mehr als 600.000 € betrug, gelten nach § 24 UStG Durchschnittssätze von 7,8 % bzw. 5,5 % (siehe auch Vorsteuerpauschale).

## Rechtsgrundlagen der Umsatzsteuer
Die Rechtsgrundlagen für die USt finden sich in
- den Umsatzsteuer-Richtlinien (6., 8., 10., 13. u. 18.) der Europäischen Union[3] und der Mehrwertsteuer-Systemrichtlinie 112/2006/EG,[4]
- der 1. Durchführungsverordnung zur 6. Richtlinie,[5]
- der Verordnung (EWG) Nr. 218/92 über die Zusammenarbeit der Verwaltungsbehörden auf dem Gebiet der indirekten Besteuerung (MwSt.),[6]
- dem Umsatzsteuergesetz (UStG),
- der Umsatzsteuer-Durchführungsverordnung (UStDV),
- der Abgabenordnung,
- der Einfuhrumsatzsteuer-Befreiungsverordnung 1993,
- der Umsatzsteuererstattungsverordnung – UStErstV,[7]
- der Umsatzsteuerzuständigkeitsverordnung – UStZustV,[8]
- dem Abkommen wie dem Zusatzabkommen zum NATO-Truppenstatut, dem NATO-Hauptquartier-Ergänzungsabkommen und dem Offshore-Steuerabkommen.

Verwaltungsanweisungen zur Umsatzsteuer enthalten der Umsatzsteuer-Anwendungserlass (UStAE), in den zahlreiche Schreiben des Bundesministeriums der Finanzen (BMF) eingearbeitet wurden, außerdem Schreiben der obersten Finanzbehörden der Länder und der Oberfinanzdirektionen. Zu bestimmten Rechtsgebieten gibt es spezielle Merkblätter des BMF.

## Verteilung und Bedeutung des Umsatzsteueraufkommens
Das Umsatzsteueraufkommen steht nach Art. 106 und 107 des Grundgesetzes teilweise dem Bund, den Ländern und den Kommunen zu. Die Verteilungsmaßstäbe werden im Maßstäbegesetz und Details im Finanzausgleichsgesetz festgelegt. Die Regelungen sind Teil des Länderfinanzausgleichs zwischen den unterschiedlichen Gebietskörperschaften innerhalb Deutschlands und werden häufig angepasst. Die Anwendung des Gesetzes hat in den Jahren von 2006 bis 2013 zu einer Zuweisung an den Bund zwischen 53 und 54,5 %, an die Länder zwischen 43,9 und 44,5 % und an die Kommunen zwischen 2 und 2,1 % geführt.
Nach der Lohnsteuer ist die Umsatzsteuer die zweitwichtigste staatliche Einnahmequelle in Deutschland, ihr Anteil am gesamten Steueraufkommen liegt in der Regel bei etwas über 30 Prozent. Sie ist eine der größten Einnahmequellen von Bund, Ländern und Gemeinden. So betrug 2018 laut Bundesministerium der Finanzen (BMF) das Aufkommen der Umsatzsteuer ca. 235 Milliarden Euro (das Lohnsteueraufkommen betrug 251 Milliarden Euro).

## Umsatzsteuererklärung
Die Umsatzsteuer wird in jährlichen Umsatzsteuererklärungen (USt) elektronisch beim Finanzamt eingereicht, Abgabefrist ist der 31.7. des Folgejahres. Vorab müssen monatlich oder quartalsweise Umsatzsteuer-Voranmeldungen (UStVA) abgegeben werden, Abgabefrist ist hier der 10. Tag nach Ablauf des Voranmeldungszeitraums.

## Bekämpfung des Umsatzsteuerbetrugs
Die Umsatzsteuer-Nachschau ist im § 27b UStG geregelt, wonach Amtsträger der Finanzbehörde ohne vorherige Ankündigung Grundstücke und Räume von Personen, die eine gewerbliche oder berufliche Tätigkeit selbständig ausüben, während der Geschäfts- und Arbeitszeiten betreten können, um Sachverhalte festzustellen, die für die Besteuerung im Sinne des Umsatzsteuergesetzes erheblich sein können. Dies soll eine gleichmäßige Festsetzung und Erhebung der Umsatzsteuer sicherstellen. Wohnräume dürfen gegen den Willen des Inhabers nur zur Verhütung dringender Gefahr für die öffentliche Sicherheit und Ordnung betreten werden. Soweit dies zur Feststellung einer steuerlichen Erheblichkeit zweckdienlich ist, haben die von der Umsatzsteuer-Nachschau betroffenen Personen den damit betrauten Amtsträgern auf Verlangen Aufzeichnungen, Bücher, Geschäftspapiere und andere Urkunden über die der Umsatzsteuer-Nachschau unterliegenden Sachverhalte vorzulegen und Auskünfte zu erteilen. Trotz der Bekämpfung unter anderem durch das Verfahren des Reverse-Charge (Umkehrung der Steuerschuldnerschaft) liegt der jährliche Schaden durch den Steuerbetrug vor allem durch Karussellgeschäfte in Europa im mittleren zweistelligen Milliardenbereich.

## Entwicklung des Umsatzsteueraufkommens in Deutschland
| Jahr | Gesamt-Steueraufkommen in Deutschland (Mrd. Euro) | USt+EinfUSt (Mrd. Euro) | Anteil der USt am Gesamt-Steueraufkommen |
| ---- | ------------------------------------------------- | ----------------------- | ---------------------------------------- |
| 1999 | 453                                               | 137                     | 30,2 %                                   |
| 2000 | 467                                               | 141                     | 30,2 %                                   |
| 2001 | 446                                               | 139                     | 31,2 %                                   |
| 2002 | 442                                               | 138                     | 31,2 %                                   |
| 2003 | 442                                               | 137                     | 31,0 %                                   |
| 2004 | 443                                               | 137                     | 30,9 %                                   |
| 2005 | 452                                               | 140                     | 31,0 %                                   |
| 2006 | 488                                               | 147                     | 30,1 %                                   |
| 2007 | 538                                               | 170                     | 31,6 %                                   |
| 2008 | 561                                               | 176                     | 31,4 %                                   |
| 2009 | 524                                               | 177                     | 33,8 %                                   |
| 2010 | 531                                               | 180                     | 33,9 %                                   |
| 2011 | 573                                               | 190                     | 33,2 %                                   |
| 2012 | 600                                               | 195                     | 32,5 %                                   |
| 2013 | 620                                               | 197                     | 31,8 %                                   |
| 2014 | 644                                               | 203                     | 31,6 %                                   |
| 2015 | 673                                               | [00]210                 | 31,2 %                                   |
| 2016 | 706                                               | [00]217                 | 30,7 %                                   |
| 2017 | 734                                               | [00]226                 | 30,8 %                                   |
| 2018 | 776                                               | [00]235                 | 30,2 %                                   |
| 2019 | 796                                               | [00]243                 | 30,5 %                                   |
| 2020 | 682                                               | [00]220                 | 32,2 %                                   |
| 2021 | 761                                               | [00]251                 | 33,0 %                                   |
| 2022 | 815                                               | [00]285                 | 35,0 %                                   |

Eine vom Bundesministerium der Finanzen beauftragte Studie zum Einfluss der demographischen Entwicklung auf die Steuereinnahmen errechnete für Modelle der Bevölkerungsentwicklung, die von einer Abnahme der Gesamtbevölkerung und einer Zunahme des Durchschnittsalters ausgehen, bis 2060 eine deutliche relative Verringerung des Umsatzsteueraufkommens (wie auch des Einkommenssteueraufkommens) gegenüber einem Referenzszenario, das von einer unveränderten Bevölkerungsgröße und -struktur ausging.